# تيفاني سكوت
تيفاني سكوت (بالإنجليزية: Tiffany Scott)‏ هي مدربة تزلج فني ‏ أمريكية، ولدت في 1 مايو 1977 في هانسون في الولايات المتحدة.

## وصلات خارجية
- تيفاني سكوت على موقع الاتحاد الدولي للتزلج (الإنجليزية)
- تيفاني سكوت على موقع الاتحاد الدولي للتزلج (الإنجليزية)
- تيفاني سكوت على موقع أوليمبيديا (الإنجليزية)